# Schuldenplafond van de Verenigde Staten

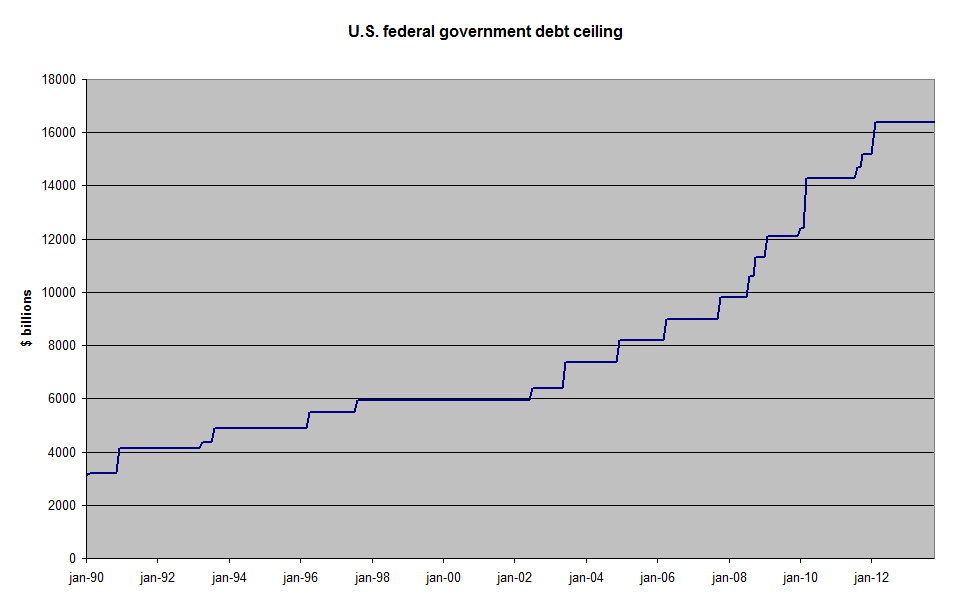
Ontwikkeling wettelijk schuldenplafond VS sedert 1990

Het Schuldenplafond van de Verenigde Staten (ook wel aangeduid als de debt ceiling) is het wettelijke plafond voor de toegestane hoogte van de Amerikaanse staatsschuld. Zodra dit bedrag wordt bereikt dienen alle niet-essentiële activiteiten direct gestaakt te worden. 
Sinds het instellen van dit plafond (in 1917) werd dit met grote regelmaat opgehoogd, hoewel zich enkele keren korte perioden voordeden dat een dergelijke "government shutdown" optrad. In april 2011 leidde dit tot een crisis, die uiteindelijk werd afgewend. In 2013, terwijl de VS kampten met een begrotingscrisis, werd gewaarschuwd dat daar nog een schuldencrisis bij kon komen, maar dat werd op het laatste moment afgewend.

## Staatschuldplafond sinds 1940
Sinds 1835 is de Amerikaanse federale overheid niet meer schuldvrij geweest. In 1917, tijdens de Eerste Wereldoorlog, werd een wettelijk plafond voor de staatsschuld vastgesteld, dat alleen met toestemming van het Congres mag worden verhoogd. Dat is sinds 1917 ruim 90 keer gebeurd. Tot 1940 was het staatsschuldplafond nauwelijks noemenswaardig, maar sindsdien heeft een aanzienlijke stijging plaatsgevonden, zoals zichtbaar in het volgende overzicht:
| Jaar            | Staatsschuldplafond (in miljarden US$) |
| --------------- | -------------------------------------- |
| 2020 (oktober)  | 27.109                                 |
| 2015 (maart)    | 18.113                                 |
| 2013 (oktober)  | 16.700                                 |
| 2013 (februari) | 16.394                                 |
| 2010 (februari) | 14.294                                 |
| 2006 (maart)    | 8.965                                  |
| 2002 (juni)     | 6.400                                  |
| 1996 (maart)    | 5.500                                  |
| 1990 (november) | 4.145                                  |
| 1985 (december) | 2.079                                  |
| 1980 (december) | 935                                    |
| 1975 (november) | 595                                    |
| 1970 (juni)     | 395                                    |
| 1965 (juni)     | 328                                    |
| 1960 (juni)     | 293                                    |
| 1954 (augustus) | 281                                    |
| 1945 (april)    | 300                                    |
| 1940 (juni)     | 49                                     |

## Crisis van 2011
In het late voorjaar van 2011 werd in feite reeds het schuldenplafond ("debt ceiling") bereikt; het tekort werd voorshands geleend van het pensioenfonds voor federale ambtenaren. Onderhandelingen over verhoging van het plafond liepen (zeer) stroef. Standard & Poor's, Moody's en Fitch waarschuwden dat de AAA-rating van Amerikaanse staatsleningen in gevaar zou komen indien geen oplossing gevonden zou worden. In juni 2011 waarschuwde Federal Reserve-bestuurslid James Bullard voor de gevolgen die een ontbreken van een oplossing zou kunnen hebben: de Amerikaanse overheid zou (tijdelijk) als insolvent beschouwd worden. De financiële markten hadden op dat moment nog (ruimschoots) vertrouwen in de soliditeit van de Amerikaanse overheid, hoewel hier en daar twijfels vernomen werden. Zo bleek het Total Return Fund van assetmanager PIMCO eind februari 2011 niet slechts zijn positie in Amerikaanse staatsleningen te hebben afgebouwd, doch een "shortpositie" te hebben opgebouwd, waarmee men dus aangaf koersdalingen van die staatsleningen (dus een rentestijging) te verwachten.
Het Internationaal Monetair Fonds (IMF) wees in zijn World Economic Outlook van april 2011 op de hoge Amerikaanse begrotingstekorten en snel stijgende federale schuld:
Also, the fiscal deficit is now projected to reach 10¾ percent this year—the largest among the advanced economies—and gross debt of the general government will likely exceed 110 percent of GDP by 2016. Indeed, the United States stands out as the only large advanced economy where the cyclically adjusted fiscal deficit is expected to increase in 2011 compared with 2010 despite the ongoing economic recovery.
Op 18 april 2011 plaatste Standard & Poor's de AAA-rating van Amerikaanse staatsleningen op "negative watch": een aankondiging dat een ratingverlaging overwogen werd.
De onderhandelingen tussen de president in het Witte Huis en het (door Republikeinen beheerste) Amerikaans Congres sleepten zich enkele maanden voort. In de tweede helft van juli 2011 nam de spanning gestaag toe, naarmate de “deadline” van 2 augustus 2011 naderde. Er werden diverse plannen ontvouwd, waarbij de Republikeinen uitsluitend uitgavenreducties (met name op Medicare en Social Security) voorstonden, en de Democraten tevens belastingverhogingen, met name voor de rijkste Amerikanen, voorstonden. Bij het niet-bereiken van overeenstemming over het verhogen van het schuldenplafond zou de federale overheid vanaf 3 augustus een groot aantal overheidsdiensten (waaronder bijvoorbeeld parken en musea) moeten sluiten, ambtenaren naar huis sturen, en eventueel zelfs de terugbetaling van kortlopende leningen moeten opschorten. De rating agencies dreigden de AAA-rating van de VS tijdelijk te verlagen indien dit laatste zich zou voordoen.
In de laatste dagen van juli 2011 was sprake van een vrijwel volledige patstelling. De kans dat begin augustus expirerende leningen niet zouden worden terugbetaald werd op dat moment weliswaar zeer klein geacht, doch niet meer geheel uitgesloten. De kans dat de VS, op enig moment, de AAA-rating zou verliezen, werd steeds groter geacht. De hoofdeconoom van een grote Amerikaanse bank beschreef op 28 juli de situatie als "without precedent in modern domestic or international debt negotiations" en noemde een dreigende default "an act of collective insanity".
Op zondag 31 juli bleek een akkoord bereikt te zijn, met in hoofdlijnen $ 917 miljard aan bezuinigingen (over een periode van 10 jaar), het instellen van een commissie die (in november 2011) zou adviseren over circa $ 1500 miljard aan verdere bezuinigingen, en een verhoging van de debt ceiling met aanvankelijk $ 900 miljard. Het commentaar van de financiële markten was neutraal tot negatief. Op maandag 1 augustus werd dit door het Huis van Afgevaardigden aangenomen. Op 2 augustus keurde de Senaat het bezuinigingspakket goed; dit werd direct tot wet verheven. Moody's handhaafde de AAA-rating met negative outlook. Het Chinese ratingbureau Dagong verlaagde de rating van de VS van A+ tot A. Op 5 augustus 2011 verlaagde S&P de rating van de VS tot AA+.
De commissie (inmiddels in de wandeling aangeduid als Supercommittee) slaagde er niet in om voor de afgesproken datum (23 november 2011 minus 2 dagen voor de parlementaire behandeling) tot een akkoord te komen. Op 17 december 2011 werd een hernieuwde "government shutdown" afgewend: de Senaat keurde de begroting tot het eind van het fiscale jaar 2011 (30 september 2011) goed.

## Mogelijke crisis van 2013

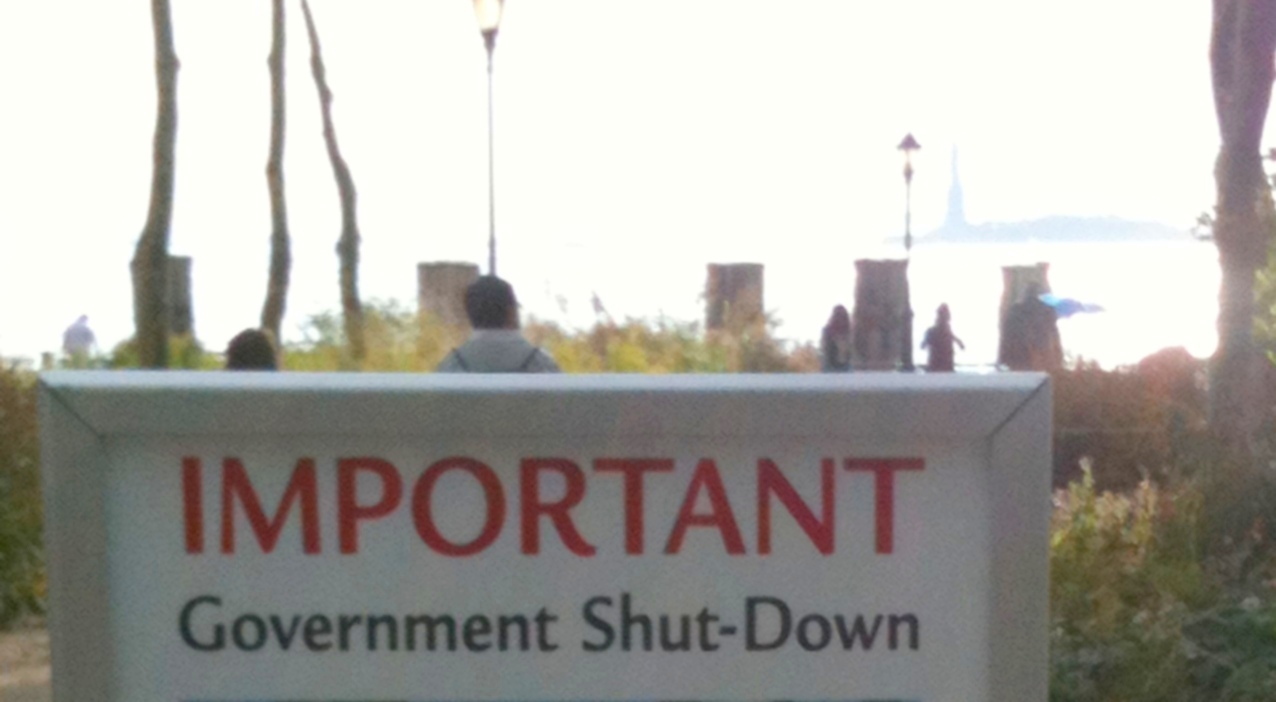
Kennisgeving van de 'government shutdown'op 1 oktober 2013 met het Statue of Liberty in de verte.

Per 1 oktober 2013 leidde de Begrotingscrisis van de Verenigde Staten van 2013 (Engels: government shutdown of 2013) tot de sluiting van een groot aantal diensten van de federale overheid. De economische problemen die leidden tot de staatsschuldencrisis van de Verenigde Staten van 2011 speelden in dit conflict een veel kleinere rol: de Amerikaanse conjunctuur draaide op dat moment redelijk bevredigend. De eigenlijke aanleiding tot dit conflict was de invoering van een verplichte algemene ziektekostenverzekering in de VS, officieel aangeduid als Patient Protection and Affordable Care Act en in de wandeling bekend als "Obamacare". Tussen Democraten en Republikeinen (vooral dat deel ervan dat bekendstaat als Tea Party) bestond hierover een diepgaand ideologisch conflict. De republikeinen probeerden de invoering hiervan met een jaar uit te stellen door dit onderdeel te maken van de begrotingswetgeving. De Democraten en president Obama weigerden hiermee in te stemmen, waardoor de gehele begroting niet kon worden vastgesteld en de federale overheid min of meer 'op slot' ging.
Ondertussen dreigde daar ook een staatsschuldencrisis bij te komen. Minister van Financiën Jack Lew noemde 17 oktober 2013 als de datum waarop de ontvangsten van de federale overheid tekort zouden schieten om alle uitgaven, waaronder de rente en aflossing op de staatsschuld, af te lossen. Als de Amerikaanse overheid niet tijdig in een oplossing voorziet, dan zou dat ernstige gevolgen kunnen hebben, niet alleen voor de economie en kredietwaardigheid van de Amerikaanse economie en overheid, maar ook voor de wereldeconomie.
Op 16 oktober 2013 werd een akkoord bereikt om de federale overheid budget te verlenen tot 15 januari 2014 in combinatie met een verhoging van het wettelijk vastgestelde schuldenplafond tot 16.700 miljard dollar, waarschijnlijk voldoende tot 7 februari 2014.
De betreffende wet (Temporary Debt Limit Extension Act) zou aanvankelijk een geldigheid hebben tot 15 maart 2015, maar dit in werd in oktober 2015 verlengd tot maart 2017. 

## De facto buitenwerkingstelling van de debt ceiling
In de jaren na 2016 bleek de debt ceiling meermalen een beletsel te zijn voor de federale overheid om zijn verplichtingen jegens de pensioenregeling voor federale ambtenaren na te komen, zodat (opeenvolgende) ministers van Financiën meermalen het Congres verzochten om verhoging van de debt ceiling. Het Congres stemde telkenmale hierin toe in dier voege dat de debt ceiling dan werd gesteld op het op de op dat moment bestaande federale schuld. 
Per 31 oktober 2020 bedroeg de federale schuld USD 21.096.975 miljoen (gehouden door anderen dan niet-Amerikaanse overheden) plus USD 6.037.502 miljoen (gehouden door Amerikaanse overheden), totaal USD 27.135.477 miljoen. De debt ceiling op dat moment USD 27.109.188 miljoen.